# Pręgowo Gdańskie
Pręgowo Gdańskie – zlikwidowany przystanek kolejowy w Pręgowie, w województwie pomorskim, w Polsce. Znajduje się na trasie linii nr 229 Pruszcz Gdański - Łeba.